# Galeria-Pracownia Tadeusza Kantora
Galeria-Pracownia Tadeusza Kantora – galeria sztuki w Krakowie poświęcona Tadeuszowi Kantorowi, założona w 1995 w dawnym mieszkaniu artysty. Oddział Ośrodka Dokumentacji Sztuki Tadeusza Kantora CRICOTEKA.

## Historia

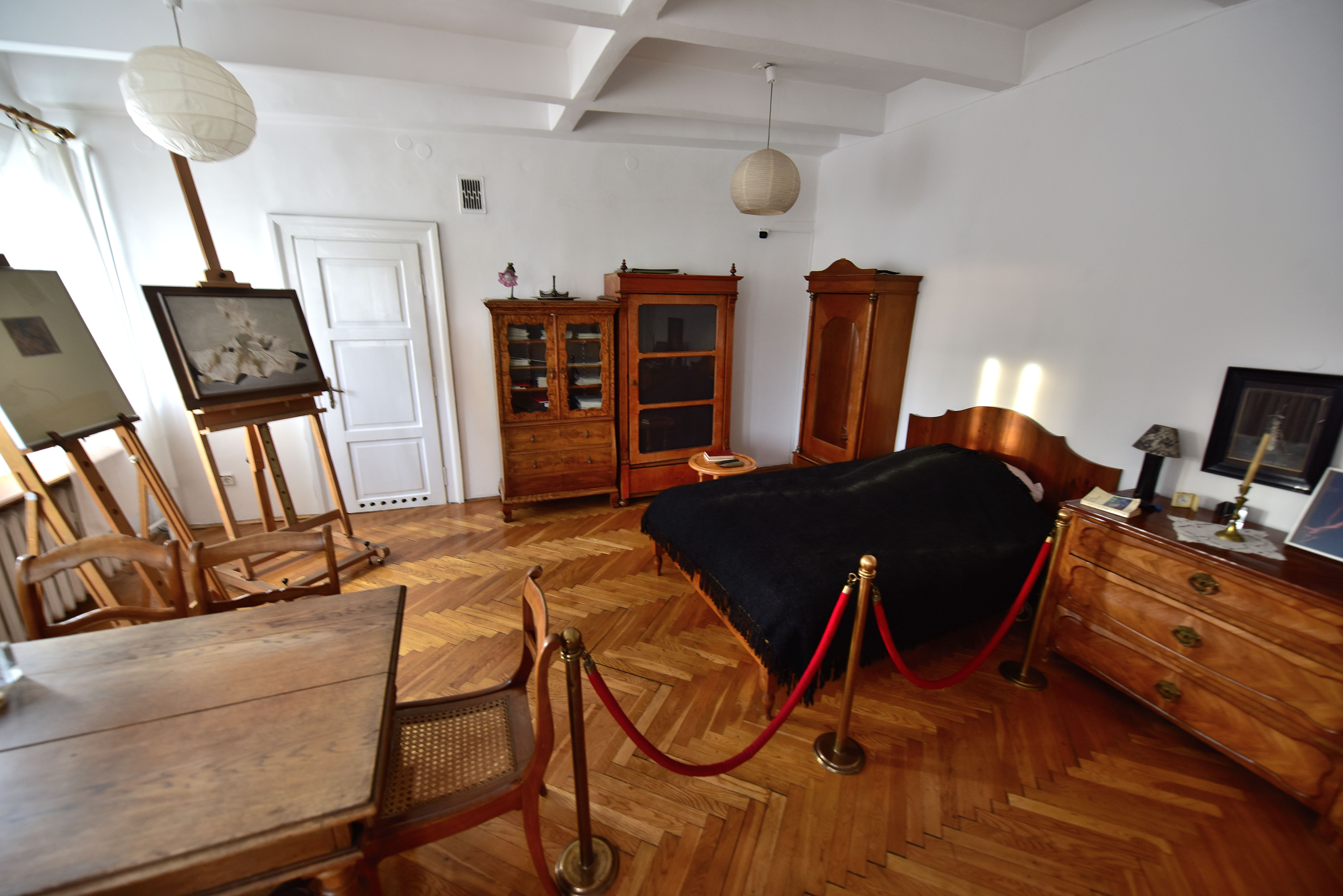
Fragment wystawy stałej

Galeria została udostępniona dla zwiedzających w 1995, pięć lat po śmierci artysty. Znajduje się w mieszkaniu w kamienicy w którym w latach 1987-1990 mieszkał i tworzył Tadeusz Kantor. Przestrzeń galerii wygląda identycznie jak w chwili kiedy artysta na zawsze opuścił swój dom. Zachowały się m.in. przedmioty osobiste, rysunki, pamiątki, pisma i meble. Będąc w galerii zwiedzający ma możliwość poznania życia Kantora z perspektywy jego skromnej osoby którą ukazuje wystawa. Pokój Tadeusza Kantora stanowi podstawę stałej ekspozycji w galerii. Oprócz wystawy stałej zwiedzający mają możliwość zobaczenia wystawy czasowej gdzie prezentowane są wypożyczone prace Kantora, a także innych artystów związanych z postacią Tadeusza Kantora.